# マンガ祭り60分!
『マンガ祭り60分!』（マンガまつりろくじゅっぷん）は、1977年7月2日から同年8月13日まで東京12チャンネル（現・テレビ東京）で放送されていたバラエティ番組である。全7回。放送時間は毎週土曜 20:00 - 20:54 （日本標準時）。

## 概要
毎回、1960年代中期から1970年代初頭までのテレビアニメの映像を流し、それらを振り返っていた番組。初回放送当日付の日本経済新聞のラジオ・テレビ欄には「13回に渡って（原文まま）放送する」と記されていたが、番組はわずか7回で打ち切られた。
番組進行は、熊倉一雄が担当した。

## 放送日程
参照：『日刊スポーツ』1977年7月2日 - 8月13日付テレビ欄。
| 回数 | 放送日        | サブタイトル                                 | 紹介作品                               |
| ---- | ------------- | -------------------------------------------- | -------------------------------------- |
| 1    | 1977年 7月2日 | 帰って来たヒーロー達                         | 黄金バット、正義を愛する者 月光仮面    |
| 2    | 7月9日        | （サブタイトルなし）                         | 鉄人28号、妖怪人間ベム                 |
| 3    | 7月16日       | 頑張れ! 小さなヒーロー達 今甦る野生児の活躍  | 狼少年ケン、原始少年リュウ             |
| 4    | 7月23日       | ギャグ漫画の人気者大集合                     | おらぁグズラだど、ドカチン、ダメおやじ |
| 5    | 7月30日       | 熱い血潮の青春賛歌 日本男児の心意気二本立て! | 0戦はやと、紅三四郎                    |
| 6    | 8月6日        | 闇を切り裂く自刀の舞 時代劇のヒーロー達      | 少年忍者風のフジ丸、佐武と市捕物控     |
| 7    | 8月13日       | ヒーロー復活祭! あの興奮をもう一度           | あしたのジョー、サイボーグ009          |